# Gelosia
«Gelosia» (укр. «Ревнощі») — пісня та сингл італійського співака і кіноактора Адріано Челентано, з альбому «Io non so parlar d'amore» 1999 року.

## Про пісню
Пісня була першим треком альбому Адріано Челентано «Io non so parlar d'amore» 1999 року, який мав великий успіх, очоливши італійський чарт протягом 1999/00 років. Музику до пісні, виконану у ритмічному темпі, у жанрі поп-музики, написав композитор Джанні Белла, а текст — поет-пісняр Могол. Аранжування до пісні створив Фіо Дзанотті.
Як і усі пісні альбому, текст «Gelosia» містив тему любові, у данному випадку — це була історія ревнощів зрілого чоловіка до коханої жінки. Спочатку Челентано ставився скептично та критично до всіх творів (і до «Gelosia» — також), які йому запропонували Могол та Белла, але коли співаку дали послухати пісні, втрутилась його дружина Клаудія Морі: «Якщо ти їх не приймеш, ти божевільний!», після чого він погодився записати їх.
Існує ще одна пісня Челентано з такою ж назвою, що увійшла до альбому «I miei americani 2» 1986 року, яка немає нічого спільного з цією піснею і мелодійно є зовсім іншою композицією.

## Сингл
У 1999 році «Gelosia» вийшла як сингл на власному лейблі Челентано, «Clan Celentano», лише в Італії, у форматі CD (PFM 3792) і 7-дюймових LP-платівок (FMJB 15061) з піснею «Azzurro» на стороні «Б». Обкладинка синглу, жовтого кольору, містила аналогічне, іншим синглам та задній обкладинці альбому, зображення — з фото Челентано, який прикрив рукою своє обличчя. Хоча альбом «Io non so parlar d'amore» і очолив італійський чарт, не існує жодних даних щодо потрапляння пісні «Gelosia», як й усіх синглів альбому, до італійського «топ-100» чарту найкращих синглів.

## Відеокліп
До пісні був знятий офіційний відеокліп, який складається з відеонарізок: Челентано співає перед мікрофоном у темних окулярах, граючи на гітарі у студії звукозапису, він одягнений у панаму і футболку, або без цього одягу; присутні кадри галявини з Челентано, Моголом і Джанні Беллою, що сидять за столом; морських хвиль; гірської траси; неба і гірських пейзажів; концерту 1994 року під час європейського туру; кадри авторського фільму співака «Безумство Джеппо» 1978 року.
Існує дві версії відеокліпу до цієї пісні 1999 і 2012 років, які концепційно однакові, але зняті у різних ракурсах й іншим порядком кадрів. Відмінною рисою кліпу 2012 року є те, що Челентано одягнений у сорочку в одному з кадрів, чого немає у першому варіанті кліпу. Перший варіант має тривалість 4:17 хв., другий 4:31 хв.

## Оцінки
Італійський театральний й музичний критик, Массіміліано Бенеджі, дав високу оцінку пісні, як і альбому загалом, яку він описав словами: «динамічний ритм, влучні слова, які описують бажання звільнення та важливість співучасті, автентичну багатонаціональність аранжування, приспів, який легко запам'ятовується, і, звичайно, його голос: тут було все, щоб ця пісня могла стати головним шлягером літа, і це в той рік, коли з'явилися такі пісні, як "Supercafone", "Me cago nell'amor", "Rewind", "Mi piaci", "Il mio corpo che cambia", "Per te", "Troppo bella", які утворили певний простір для того, щоб "Gelosia", народжена для того, щоб задовольнити певну публіку, стати піснею, яку співають різні покоління.».

## Живе виконання
Пісня кілька разів виконувалася Челентано наживо лише на його авторському телешоу «Francamente me ne infischio» 1999 року.

## Використання
Пісня також увійшла до бокс-сету «Questa E' la Storia di Uno di Noi», збірок «Unicamente Celentano» (2006) і «L'animale» (2008).

## Трек-лист

### «Io non so parlar d'amore»
| #  | Назва               | Автор слів | Автор музики | Тривалість |
| -- | ------------------- | ---------- | ------------ | ---------- |
| 1. | «Gelosia» (Ревнощі) | Могол      | Джанні Белла | 4:31       |

### CD-сингл
| #  | Назва               | Автор слів | Автор музики | Тривалість |
| -- | ------------------- | ---------- | ------------ | ---------- |
| 1. | «Gelosia» (Ревнощі) | Могол      | Джанні Белла | 4:30       |

### LP-сингл
Сторона «А»
| #  | Назва               | Автор слів | Автор музики | Тривалість |
| -- | ------------------- | ---------- | ------------ | ---------- |
| 1. | «Gelosia» (Ревнощі) | Могол      | Джанні Белла | 4:35       |

Сторона «Б»
| #  | Назва               | Автор слів       | Автор музики                | Тривалість |
| -- | ------------------- | ---------------- | --------------------------- | ---------- |
| 1. | «Azzurro» (Блакить) | Віто Паллавічіні | Паоло Конте і Мікеле Вірано | 3:40       |

## Видання синглу
| Назва           | Формат                 | Лейбл          | Маркування | Країна | Рік  |
| --------------- | ---------------------- | -------------- | ---------- | ------ | ---- |
| Gelosia         | CD, Single, Promo, Car | Clan Celentano | PFM 3792   | Італія | 1999 |
| Gelosia/Azzurro | 7", Jukebox            | Clan Celentano | FMJB 15061 | Італія | 1999 |